# Andrena barbareae
Andrena barbareae är en biart som beskrevs av Georg Wolfgang Franz Panzer 1805. Andrena barbareae ingår i släktet sandbin, och familjen grävbin. Inga underarter finns listade i Catalogue of Life.